# Красная королева убивает семь раз
«Красная королева убивает семь раз» (итал. La dama rossa uccide sette volte, другое название «Красная дама убивает семь раз») — итальянский джалло 1972 года режиссёра Эмилио Миральи. Последний фильм режиссёра.

## Сюжет
Над дворянским родом Вильденбруков висит давнее проклятье. Много столетий назад между двумя сёстрами — Красной и Чёрной королевами шла непримиримая вражда, которая закончилась тем, что Чёрная королева убила Красную, нанеся последней семь ножевых ранений. Красная королева восстала из мёртвых и убила Чёрную королеву, а также ещё шестерых связанных с ней людей, дабы возместить всё количество полученных смертельных ранений. С тех пор обстоятельства противостояния Красной и Чёрной королев повторяются каждые сто лет. Наконец настал очередной период возобновления действия давнего проклятья. Мартин Хофман пытается защитить свою невесту Китти Вильденбрук от родового проклятья.

## В ролях
- Барбара Буше — Китти Вильденбрук
- Уго Пальяи[итал.] — Мартин Хофман
- Марина Малфатти — Франциска Вильденбрук
- Марино Мазе — полицейский инспектор
- Пиа Джанкаро — Розмари

## Критика
Луис Поль в своей книге Italian Horror Film Directors охарактеризовал фильм как роскошно снятый триллер, но не более того.